# NBA All-Star Game 1975
Le NBA All-Star Game 1975 s’est déroulé le 14 janvier 1975 dans le Arizona Veterans Memorial Coliseum de Phoenix.

## Effectif All-Star de l’Est
- Wes Unseld (Washington Bullets)
- Dave Cowens (Celtics de Boston)
- Bob McAdoo (Buffalo Braves)
- John Havlicek (Celtics de Boston)
- Jo Jo White (Celtics de Boston)
- Earl Monroe (Knicks de New York)
- Walt Frazier (Knicks de New York)
- Elvin Hayes (Washington Bullets)
- Phil Chenier (Washington Bullets)
- Paul Silas (Celtics de Boston)
- Steve Mix (76ers de Philadelphie)
- Rudy Tomjanovich (Rockets de Houston)

## Effectif All-Star de l’Ouest
- Kareem Abdul-Jabbar (Bucks de Milwaukee)
- Rick Barry (Warriors de Golden State)
- Dave Bing (Pistons de Détroit)
- Sidney Wicks (Trail Blazers de Portland)
- Spencer Haywood (SuperSonics de Seattle)
- Nate Archibald (Kansas City Kings)
- Gail Goodrich (Lakers de Los Angeles)
- Bobby Dandridge (Bucks de Milwaukee)
- Bob Lanier (Pistons de Détroit)
- Jim Price (Lakers de Los Angeles)
- Sam Lacey (Kansas City Kings)
- Charlie Scott (Suns de Phoenix)